# Félix Le Couppey

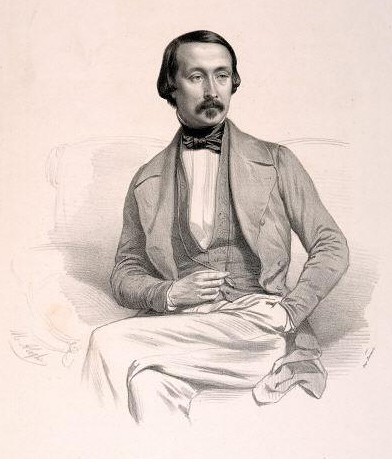
Félix Le Couppey, Lithografie von Marie-Alexandre Alophe

Félix Le Couppey (* 14. April 1811 in Paris; † 4. Juli 1887 ebenda) war ein französischer Musikpädagoge, Pianist und Komponist.

## Leben
Le Couppey studierte am Conservatoire de Paris bei Victor Dourlen. Bereits siebzehnjährig wurde er Assistenzlehrer für Harmonielehre. Er erhielt 1825 den ersten Preis im Fach Klavier und 1828 in Harmonielehre und Klavierbegleitung.
1837 wurde er Professor für Solfège, 1843 als Nachfolger von Dourlen Lehrer für Harmonielehre und Begleitung. Von 1854 bis 1886 unterrichtete er Klavier und verfasste eine größere Anzahl von Lehrwerken für das Instrument. Er unterrichtete u. a. den Sänger Édouard Baptiste, den Komponisten Émile Jonas, die Pianistinnen Mathilde Bernard-Laviolette und Cécile Chaminade sowie die Komponistin Amanda Courtaux.

## Werke
- Cours de instrument
  - A B C du piano
  - L’Alphabet
  - Le Progrès
  - L’Agilitée
  - Le Style
  - La Difficulté
- École du méchanisme du piano
- L’Art du piano
- De l’enseignement du piano
- Conseils aux femmes professeurs